# Benzilizohinolin
1-Benzilizohinolin je strukturna osnova mnogih alkaloida sa široko raznovrsnim strukturama. Neki od njih su: papaverin, noskapin, kodein, morfin, apomorfin, berberin, protopin i tubokurarin.

## Biosinteza
Biljke koje proizvode benzilizozinolinske alkaloide imaju zajednički biosintetički put, koji koristi dve jedinice -tirozina. Jedan molekul tirozina se metaboliše do dopamina koji sačinjava izohinolinski deo, dok je benzilinski deo uglavnom formiran od tiramina, koji je dekarboksilacioni produkt tirozina.
Mnogi benzilizohinolini imaju metilisani atom azota, kao i funkcionalne grupe koje sadrže kiseonik (-, -3, -) u pozicijama 6, 7, 3' i 4'. One potiču od pomenutih prekurzora, naime tirozina, dopamina i njihovih derivata.

## Primeri benzilizohinolinskih alkaloida
- Papaverin
- Noskapin
- Apomorfin (jedno dodatno zatvaranje prstena)
- Morfin (dva dodatna zatvaranja prstena)
- Berberin (jedno dodatno zatvaranje prstena sa N-metil inkorporacijom)
- Protopin (sa otvorenim piridinskim prstenom)
- Tubokurarin (sastoji se od dve jedinice benzilizohinolina)

## Literatura
1. ↑   уреди
2. ↑  Evan E. Bolton; Yanli Wang; Paul A. Thiessen; Stephen H. Bryant (2008). „Chapter 12 PubChem: Integrated Platform of Small Molecules and Biological Activities”. Annual Reports in Computational Chemistry. 4: 217—241. doi:10.1016/S1574-1400(08)00012-1.
3. ↑  „Benzylisoquinoline biosynthesis by cultivated plant cells and isolated enzymes” (PDF).